# Taillette
 Taillette  es una población y comuna francesa, en la región de Champaña-Ardenas, departamento de Ardenas, en el distrito de Charleville-Mézières y cantón de Rocroi.

## Demografía[1][2]
| ... | ... | ... | ... | ... | ... | 609 | 609 | 617 | - | - | 533 | 538 | 557 | 479 | 431 | 431 | 430 | 462 | 473 | 483 | 426 | 434 | 425 | 420 | 356 | 343 | 342 | 316 | 270 | 240 | 262 | 314 | 374 |
| Para los censos de 1962 a 1999 la población legal corresponde a la población sin duplicidades (Fuente: INSEE [Consultar]) |     |     |     |     |     |     |     |     |   |   |     |     |     |     |     |     |     |     |     |     |     |     |     |     |     |     |     |     |     |     |     |     |     |